# Stortjärnen (Bodsjö socken, Jämtland, 695312-146524)
Stortjärnen är en sjö i Bräcke kommun i Jämtland och ingår i Ljungans huvudavrinningsområde.